# 周秋英
周秋英（1938年10月—），女，汉族，山西新绛人，中华人民共和国政治人物，曾任宁夏回族自治区人大常委会副主任。